# Paraliparis edwardsi
Paraliparis edwardsi és una espècie de peix pertanyent a la família dels lipàrids.

## Descripció
- Fa 8,2 cm de llargària màxima.[6][7]

## Hàbitat
És un peix marí, batidemersal i d'aigües fondes (30°N-35°N).

## Distribució geogràfica
Es troba a l'Atlàntic oriental central: el Marroc.

## Observacions
És inofensiu per als humans.